# 盧覓雪
盧覓雪（原名盧麗蓮，音譯名爲“覓雪”，1964年5月28日—），以“Michelle”一名為人熟悉，為香港的資深媒體工作者和藝人。早期曾擔任香港娛樂記者、編輯，後來逐漸走向幕前，擔任電台節目主持和演員。另外，她也曾擔任電影策劃、編劇、評論員、作家等。

## 生平
盧覓雪童年生活於西環石塘咀，祖籍廣東省茂名市；有5個兄弟姐妹，自己排行最細。她在金文泰中學畢業。她曾任東週刊副總編輯、香港商業電台叱吒903節目在晴朗的一天出發（903）的主持人和商業一台節目發展經理，在2008年8月5日離開商業電台。其後加入香港電台，主持節目《開心日報》；又曾任香港多家平面媒體的管理層和編輯，包括壹傳媒、東周刊、東方日報等，將西方的貼身追蹤、深挖秘聞等跴訪、報導方式引入香港，與查小欣等娛樂新聞記者被稱爲“狗仔隊之母”；1990年代末卻對「狗仔隊報道風格」提出質疑和批評，認爲直白、血腥、負面、立場偏頗的報道風格，會扼殺讀者對社會問題多面和深入的思維，並非其將狗仔隊帶入香港的初衷。
盧覓雪曾於香港電台、商業電臺、有線娛樂台、無綫生活台、now 101台等機構主持過飲食節目、清談節目、遊戲節目等，也擔任過司儀，包括第28屆香港電影金像獎。2011年，她加入鳳凰衛視香港台，主持訪談節目《港人自講》，2015年離開後轉投無綫電視，為無線爲食台飲食節目《覓食天下》、《覓食四方》、《滋味男女》、《覓食台北》當主持。另外，她以玩票性質參演過電影《內衣少女》、《最強囍事》、《我愛香港開心萬歲》、《出軌的女人》等，角色多造型搞笑和形象潑辣，其中與阮兆祥反串女角的合作較深入民心。
盧覓雪除了身兼多職，也擔任過香港藝人的經理人和發言人，如影星梁洛施曾指定盧覓雪擔任其經理人和發言人。2018年，她推出個人曲奇餅品牌「覓食傳承」（Pastry），當中曲奇系列以餅身有果肉作賣點；多年來連同章小蕙和鄺美雲是好朋友。工餘酷愛到香港國金商場購物、美食、電影、瑜伽、英文和音樂等，主張少談政治。盧覓雪未婚，但不介意討論兩性相關的話題，曾經以性生活為主題接受傳媒專訪。
盧覓雪亦曾是香港足球總會市務及傳訊委員會成員。

## 演出作品

### 主持節目

#### 電台

##### 商業電台
- 《在晴朗的一天出發（881）》－雷霆881
- 《美鑽魔力的傳說》－雷霆881
- 《在晴朗的一天出發（903）》－叱咤903
- 《在晴朗的一天出發－聲音專欄──金睛火眼》
- 《在晴朗的一天出發－聲音專欄──踏破鐵鞋》

##### 香港電台
- 《開心日報》－香港電台第一台

##### 香港數碼廣播有限公司
- 《大家真風騷》－香港數碼廣播有限公司數碼大聲台
- 《我哋唔政經》- 香港數碼廣播有限公司旗艦台
- 《早晨八達通》－香港數碼廣播有限公司旗艦台

#### 電視
- 《全民開講》（嘉賓主持）－無綫生活台
- 《覓食天下》－無綫生活台/J2台
- 《覓食四方》－無綫為食台/J2台
- 《港人自講》－鳳凰衛視香港台
- 《撳錢》（後備主持）－now 101台
- 《娛樂CIA》－亞洲電視本港台
- 《低俗講波團》－無綫網路電視19台
- 《滋味男女》－無綫J2台
- 《覓食台北》－無綫翡翠台
- 《尋覓原味》－ViuTV
- 《尋．覓．人情味》－香港開電視
- 《我的港式密旅》－Astro AEC、香港開電視
- 《歡迎光臨》（配音）－Now TV

#### 網台

##### 杜汶澤喱騷
- 《Genius Bar》
- 《Late Show》
- 《全民做兵》
- 《今晚poke嘢夜唔夜 》
- 《劣食觀世音》

#### 嘉賓
- 《總有一隻喺左近》第3集嘉賓 ViuTV
- 《我愛香港》第10集嘉賓 無綫電視
- 《真PK》第12集嘉賓ViuTV
- 《今晚見》第67集集嘉賓亞洲電視數碼媒體

### 電影
- 《內衣少女》（2008）
- 《大搜查之女》（2009）
- 《最強囍事》（2011）
- 《我愛香港開心萬歲》（2011）
- 《出軌的女人》（2011）
- 《勁抽福祿壽》（2011）
- 《八星抱喜》（2012）
- 《2012我愛香港喜上加囍》（2012）
- 《激戰》（2013）
- 《金雞SSS》（2014）
- 《12金鴨》（2015）
- 《浮華宴》（2015）
- 《死開啲啦》 (2015)
- 《失戀日》(2016)
- 《西謊極落之太爆太子太空艙》（2017）
- 《空手道》（2017）
- 《女皇撞到正》（2018）
- 《二次人生》 (2021)
- 《1人婚禮》 (2023)

### 電視劇
- 1987年：香港電台-獅子山下-眼眉跳（娛樂記者）
- 2010年：《荃加福祿壽》
- 2017年：香港電台 - 手語隨想曲5 - 《名人學堂》嘉賓
- 2018年：VR驅魔人
- 2019年：娱乐风云
- 2023年：社內相親

### 廣告
- 2023年：Deliveroo[9]

### 其他
- 第28屆香港電影金像獎主持

## 著作
- . ISBN 9889918471 （中文（香港））.

## 外部連結
- 盧覓雪｜DJ主持｜商業電台881903.com （页面存档备份，存于）
- 盧覓雪个人的Facebook專頁
- 盧覓雪的Instagram帳戶
- 盧覓雪在香港影庫上的簡介